# Półwysep Bataan

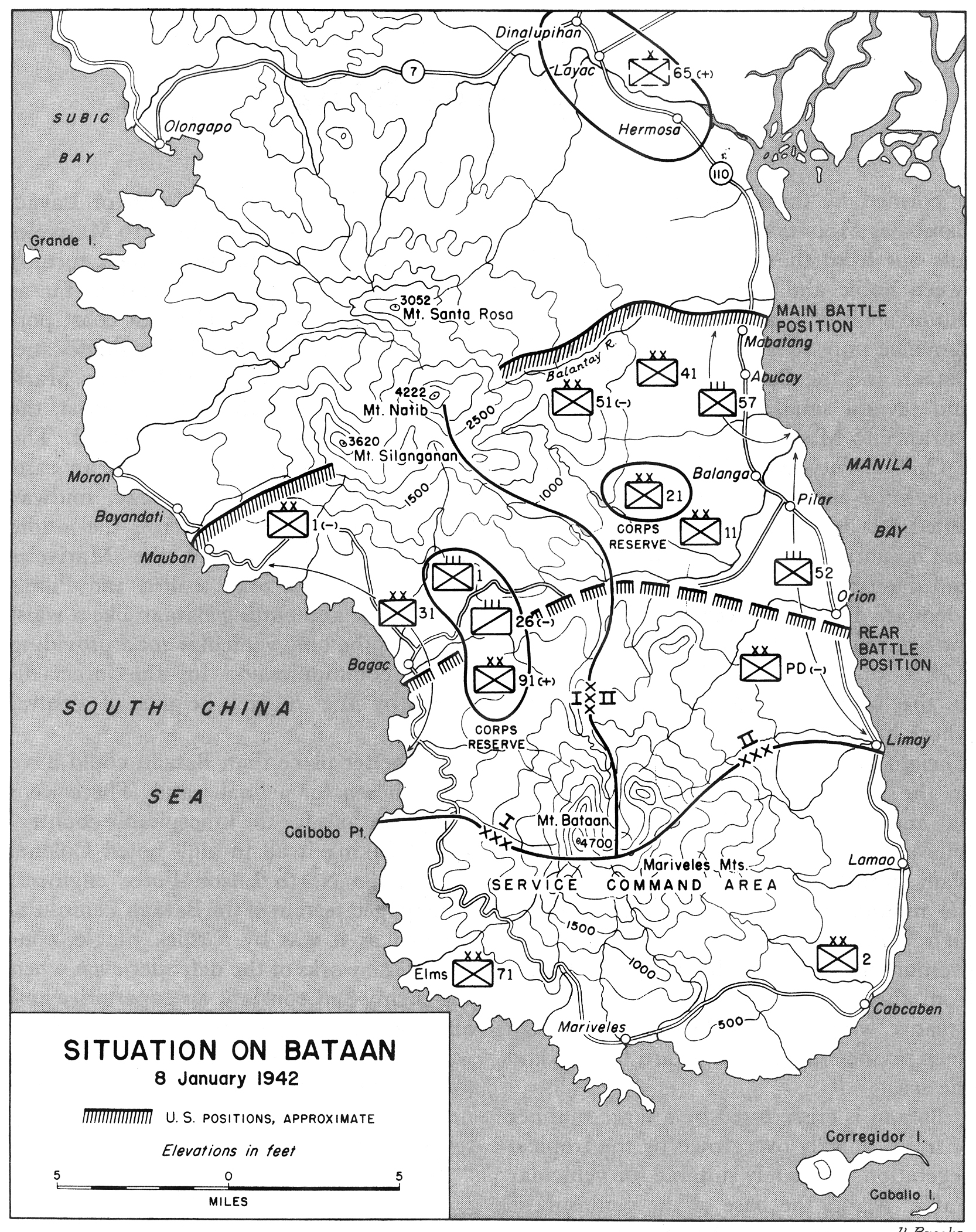
Plan sytuacyjny z 8 stycznia 1942 roku

Lokalizacja półwyspu

Bataan – skalisty półwysep w zachodniej części wyspy Luzon (Filipiny) oddzielający Morze Południowochińskie od Zatoki Manilskiej.
W płn.-zach. części półwyspu znajduje się miasto Olongapo – port morski oraz baza marynarki wojennej Filipin i USA.
Półwysep był miejscem walk pomiędzy Japończykami a wojskami filipińskimi i amerykańskimi dowodzonymi przez gen. MacArthura w czasie II wojny światowej. Jako część 122. pułku piechoty 1 stycznia 1942 wziął udział w walkach o półwysep Bataan, które zakończyły się kapitulacją Amerykanów 9 kwietnia.